# 五羰基氟化铼
五羰基氟化铼是一种有机铼化合物，化学式为Re(CO)5F。它可由五羰基氯化铼和氟化氢反应，或由十羰基二铼和二氟化氙反应制得。它可以被二氟化氙进一步氟化，生成Re(CO)3F3及ReF5；和三氯化硼反应得到Re(CO)5Cl。